# Penetratore a energia cinetica

Un APFSDS francese

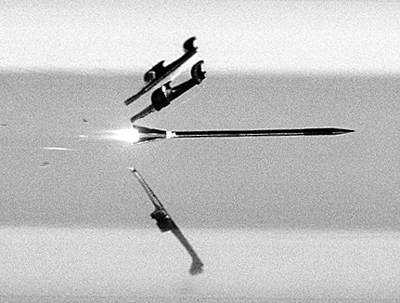
Immagine di un APFSDS scattata durante il distacco dell'involucro esterno

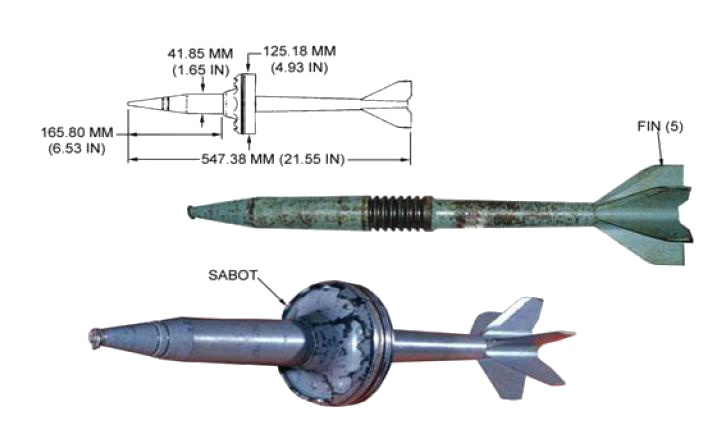
Proiettile russo BM15 da 125mm

Un penetratore a energia cinetica (conosciuto come APFSDS, cioè armour-piercing fin-stabilized discarding sabot, lett. "proiettile perforante, stabilizzato da alette, ad abbandono d'involucro"), è un tipo di munizione a energia cinetica (KE weapon) che, come un semplice proiettile, non contiene una carica esplosiva ma usa l'energia cinetica per penetrare la corazzatura del bersaglio. Il suo scopo infatti è questo: senza cariche esplosive, la sua pericolosità è data dalla capacità di perforazione delle corazzature nemiche.

## Storia
Già i primi cannoni usavano "munizioni a energia cinetica": le palle di cannone ne sono state il primo esempio. Per questo motivo fin dall'inizio unire una grande velocità iniziale - e quindi energia - con proiettili di materiali di densità e durezza più alti possibili è stato un fattore importante nella progettazioni di tali armi. Lo scopo principale di queste rudimentali armi da fuoco era generalmente quello di perforare strutture difensive come le mura di pietra dei castelli o le travi delle navi, come poi in tempi più moderni sarà quello di perforare la corazzatura dei carri armati. Infatti le munizioni con testate esplosive nelle loro varie forme sono sempre state la scelta per quelle armi che, a causa di vari fattori del loro design, non possono generare la velocità/energia necessaria ad un'arma a energia cinetica. Lo sviluppo del penetratore APFSDS moderno unisce due aspetti della progettazione di artiglieria: velocità iniziale elevata e concentrazione della forza esplosiva/perforante.
L'alta velocità iniziale viene ottenuta utilizzando un proiettile con bassa massa e superficie di base ampia nella canna del fucile/cannone: Per aumentare questa base venne usato un leggero guscio esterno, chiamato Sabot. Il primo caso di Sabot è composto da primitivi zoccoli di legno che furono per secoli caricati prima delle palle di cannone nella canna, posti così tra la carica propellente e il proiettile. Infatti "sabot" è la parola francese per "zoccolo". Invece, la concentrazione dell'energia di impatto in un'area - di impatto - più piccola possibile è stata raggiunta sostituendo il singolo metallo (solitamente acciaio) con un uso combinato di 2 metalli: un nucleo pesante (sulla base di tungsteno) all'interno di un guscio di metallo leggero esterno. Questi disegni erano conosciuti come Armour Piercing Composite Rigid (APCR). Al momento dell'impatto, il nucleo aveva un effetto molto più concentrato delle munizioni composte da un solo metallo e aventi lo stesso peso e dimensioni.
Tra il 1941 e il 1943 gli inglesi combinarono le due tecniche in un disegno che prenderà il nome di Armour Piercing Discarding Sabot (APDS). Il sabot sostituì il guscio esterno di metallo del APCR. Questo tipo di munizioni, con la denominazione di HVAP, fu introdotta anche dagli Stati Uniti, e utilizzata principalmente dai cacciacarri. Anche la Germania ha sviluppato sabots moderni sotto il nome "Treibspiegel", per dare altitudine supplementare per i loro cannoni antiaerei durante la seconda guerra mondiale.

## Descrizione e funzionamento
La sua definizione, se presa alla lettera, potrebbe essere applicata a qualsiasi tipo di munizione perforante per arma montata - come sono anche i cannoncini montati sugli IFV - ma si riferisce di solito a un tipo moderno di munizione perforante per cannoni di MBT.
A seconda del modello la velocità massima varia tra 1400 a 1900 m/s. La velocità, e quindi inevitabilmente l'energia, si riducono durante il volo, ma il proiettile ha generalmente una gittata massima di 6 chilometri.
Alternativi a questi penetratori ad energia cinetica sono i proiettili a testate esplosive. Ci sono due tipi di questi proiettili in uso: HEAT e HESH. Sono ancora usati, ma sono meno efficaci contro le moderne corazze composite come la Chobham o la Kanchan usate sugli MBT moderni. Hanno però il vantaggio di mantenere la loro efficacia al diminuire della velocità del proiettile, quindi sulle lunghe distanze più efficaci dell'APFSDS.
L'APFSDS utilizza la propria energia cinetica, il semiprodotto della massa e del quadrato della velocità, per perforare l'armatura. Per questo le moderne APFSDS massimizzano questa energia cinetica e minimizzano l'area nella quale questa energia è scaricata.
Per fare ciò bisogna:
- Che il proiettile abbia un'altissima velocità iniziale.
- Concentrare la forza in una piccola zona, pur mantenendo la massa del proiettile relativamente grande, e ciò ha portato ai modelli attuali che fanno assomigliare gli APFSDS ad una lunga freccia metallica.
- Massimizzare la massa del proiettile mantenendo invariato il volume, utilizzando quindi metalli di grande densità, uno dei motivi per cui viene utilizzato l'uranio impoverito.

Per produrre velocità molto elevate il proiettile è normalmente composto da un dardo circondato da un sabot (lett. "zoccolo") che espande il diametro del proiettile fino a quello del cannone: questo permette al gas propellente di produrre una rapida accelerazione dovuta ad una maggior superficie. Una volta che il proiettile lascia la canna il sabot si stacca, lasciando il dardo viaggiare ad alta velocità verso il bersaglio.

## Evoluzione tecnologica
Il passaggio successivo più logico alle APDS era quello di rendere il proiettile più lungo e più sottile per concentrare l'energia cinetica in un'area ancora più piccola. Tuttavia estremizzare questo design rendeva il proiettile aerodinamicamente instabile, facendolo roteare in volo sul proprio asse rendendolo quindi meno preciso.
Tradizionalmente ai proiettili è stata data la stabilità in volo attraverso la rigatura delle canne. Fino a un certo limite, questo rimane efficace, ma una volta che la lunghezza del proiettile è più di sei o sette volte il suo diametro, la rigatura diventa meno efficace. C'è stata quindi l'aggiunta di alette, con le stesse funzioni dell'impennaggio delle frecce: Le munizioni quindi hanno preso il design moderno, e sono infine diventate Armour Piercing Fin-Stabilized Discarding Sabot (APFSDS).
La rigatura diminuisce la velocità iniziale di uscita del proiettile (la rigatura "spreca" una parte dell'energia cinetica nella rotazione del proiettile) e quindi l'APFSDS è generalmente sparato da cannoni a canna liscia. Un'altra ragione per l'uso di canne lisce è che anche le munizioni HEAT perdono efficacia con la rotazione.
Gli APFSDS possono anche essere sparati dai cannoni a canna rigata, ma hanno bisogno di modifiche che ne limitino la rotazione all'interno della canna, per quanto è possibile, per esempio con l'introduzione di cuscinetti tra la canna e l'involucro del proiettile. Canne rigate sono state tenute in uso da parte di alcune nazioni (il Regno Unito e India, per esempio) perché sono in grado di sparare munizioni di altra natura come le munizioni Hesh con maggiore precisione. Tuttavia, l'uso regolare di APFSDS logora la rigatura, che richiede quindi una maggiore manutenzione. Per questi motivi l'MBT inglese, il Challenger 2, è in fase di sperimentazione con una canna 120 millimetri liscia Rheinmetall.
Gli APFSDS per MBT moderni sono comunemente di 2–3 cm di diametro e 50–60 cm di lunghezza. La tendenza logica sarebbe quella di diminuire il diametro e aumentare la lunghezza: Tuttavia la forte diffusione di armature reattive progettate per contrastare munizioni penetranti come gli APFSDS ha, negli Stati Uniti, fatto invertire questa tendenza.  Per massimizzare la quantità di energia cinetica rilasciata sul bersaglio la punta del penetratore deve essere fatta di un materiale denso, come carburo di tungsteno o uranio impoverito (DU). Il DU puro non è particolarmente duro ma viene legato con nickel, zinco o entrambi. Inoltre DU è piroforico: i frammenti riscaldati del nucleo DU bruciano a contatto con l'aria, dando fuoco a carburante e/o munizioni del bersaglio e compensando in tal modo la mancanza di una testata esplosiva.
La velocità tipica degli APFSDS variano tra i produttori e in base alla canna dell'arma con cui vengono sparati. Come esempio tipico, lo statunitense General Dynamics KEW-A1 ha una velocità iniziale di 1.740 m/s (5.700 ft/s), a fronte di 914 m/s (3.000 ft/s) per un fucile tipico (fucile d'assalto cal. 5,56x45). I proiettili APDS viaggiano ad una velocità così alta che il sabot dopo il distacco può continuare la sua corsa per molte centinaia di metri ed essere anch'esso letale per mezzi leggeri e fanteria.